# Salată bulgărească
Salata bulgărească, denumită în Bulgaria și Macedonia salată Șopska (în bulgară, macedoneană și sârbă, Шопска салата; în bosniacă și croată, Šopska salata; în albaneză, Salat Shope), este o salată rece frecvent pregătită în Bulgaria și răspândită în toată Peninsula Balcanică, precum și în Europa Centrală. Este făcută din roșii, castraveți, ceapă (posibil și ceapă verde), ardei cruzi sau copți, brânză telemea și pătrunjel.
Legumele sunt de regulă tăiate cubulețe și sărate, apoi asezonate cu puțin ulei de floarea soarelui sau de măsline, ocazional completat cu oțet. Adăugarea oțetului contribuie însă cu un gust acru pe care îl conferă și roșiile. În restaurante, acest dressing este oferit separat, pentru ca clientul să și-l compună după gust. În cele din urmă, legumele sunt acoperite cu un strat gros de telemea rasă sau tăiată cubulețe. Această salată este adesea consumată ca aperitiv, cu rachiu⁠(en)[traduceți].
Deși numele salatei vine de la al regiunii denumite Șopluk, în realitate ea a fost inventată în anii 1960, pentru a promova turismul. Este un produs al socialismului timpuriu în Bulgaria, singura din cinci sau șase rețete care s-a păstrat. La acea vreme, maeștrii culinari de la Balkanturist au inventat și salata dobrogeană, macedoneană, tracă și altele câteva cu nume similare, asociate diferitelor regiuni etnografice ale țării. Dintre toate, numai salata Șopska se mai prepară. Ea a fost aprobată drept simbol culinar național în anii 1970 și 1980. Din Bulgaria, ea s-a răspândit în practica culinară din țările vecine. Întrucât regiunea etnică și istorică Șopluk este împărțită între Bulgaria, Serbia și Macedonia, bucătarii din Macedonia și Serbia au început apoi să conteste originea bulgărească a salatei. Este răspândită în România sub denumirea de salată bulgărească. În 2014, aceasta s-a distins ca cel mai cunoscut fel de mâncare bulgărească din Europa, și cel mai popular dintr-o inițiativă a Parlamentului European denumită A Taste of Europe.